# Sant'Elena fuori Porta Prenestina (titre cardinalice)
La diaconie cardinalice de Sant'Elena fuori Porta Prenestina est érigée par Jean-Paul II le 25 mai 1985. Elle est rattachée à l'église Sainte-Hélène (it) située dans le quartier Prenestino-Labicano.

## Titulaires
- Edouard Gagnon, P.S.S. (1985 - 1996)
- Peter Poreku Dery (2006 - 2008)
- Vacant (2008-20212)
- João Braz de Aviz (2012- )